# رستم باتمانجليج
رستم باتمانجليج (بالفارسية: رستم باتمانقلیج) (مواليد 28 نوفمبر 1983)، والمعروف باسمه الأحادي روستام، هو منتج تسجيلات أمريكي وموسيقي ومغني وكاتب أغاني وملحن أمريكي. كان أحد الأعضاء المؤسسين لفرقة فامباير ويكند، التي أنتج أول ثلاثة ألبومات لها. وُصف من قبل مجلة "ستيريوجوم" بأنه أحد أعظم منتجي موسيقى البوب والروك المستقل في جيله. يعمل رستم أيضًا كفنانٍ منفردٍ وهو عضوٌ في مجموعة السول الإلكترونية ديسكفري. أنتج ألبومه الأول الذي حقق المركز الأول، والذي كان عنواه "Vampire Weekend's Contra"، عندما كان يبلغ من العمر 27 عامًا.

## النشأة
ولد باتمانجليج لأبوين إيرانيين، ونشأ في واشنطن العاصمة. والدته هي مؤلفة كتب الطبخ نجمية باتمانجليج، بينما والده ناشر كتب. وصل والديه إلى العاصمة واشنطن في عام 1983. شقيقه هو المخرج المستقل زال باتمانجليج، وقد تعاون الاثنان في مشاريع متعددة. عملوا معًا في فيلم Sound of My Voice، الذي ألّف رستم موسيقاه وأخرجه وشارك في كتابته شقيقه زال. ألّف رستم أيضًا معزوفة بيانو أصلية ظهرت في فيلم الشرق. مؤخراً، قام رستم بتأليف الموسيقى لموسمي المسلسل التلفزيوني أو أي لـ زال.